# Samsun
Samsun (greacă modernă: Sampsounda Σαμψούντα) este cel mai mare oraș din Regiunea Mării Negre a Turciei și capitala provinciei cu același nume, Samsun. Are cel mai mare bazin portuar din partea turcească a Mării Negre.

## Monumente
- Biserica Sfânta Treime din Samsun (transformată în cinematograf, apoi în clădire școlară)

## Personalități născute aici
- A. I. Bezzerides (1908 - 2007), scriitor american de origine greco-armeană;
- Tanju Çolak (n. 1963), fotbalist;
- Ludmilla Dudarova, actriță română.